# 小河口长城
小河口长城，俗称野长城，是一段始建于明洪武十四年（1381年）的明长城，位于中国辽宁省葫芦岛市绥中县永安堡乡西沟村一带坐落于辽宁省与河北省交界处的燕山山脉上（40°12′15″N 119°42′42″E / 40.20417°N 119.71167°E），是辽宁境内的明长城主干线，被誉为最美野长城。小河口长城全长约8.9公里，共有31座敌楼、18座战台、14座烽火台。虽然小河口长城是全国重点文物保护单位，但因地处偏僻、地势险要，至今未经现代人工修葺，其原生状态保存较为完好。因该段长城的敌台拱形券门条石上多处刻有浮雕花纹图案，如狮子绣球、木马兰花、祥云彩带等，因而被一些研究学者称为“女性长城”。但在2016年9月前后，当地文物保护部门之前对其进行的修复被质疑，并引发了争议。

## 历史沿革
小河口长城始建于明洪武十四年（1381年），距今将近700年的历史，用于抵御外敌，后被弃用。20个世纪末，小河口长城被再度发现，引起了史学界的关注。

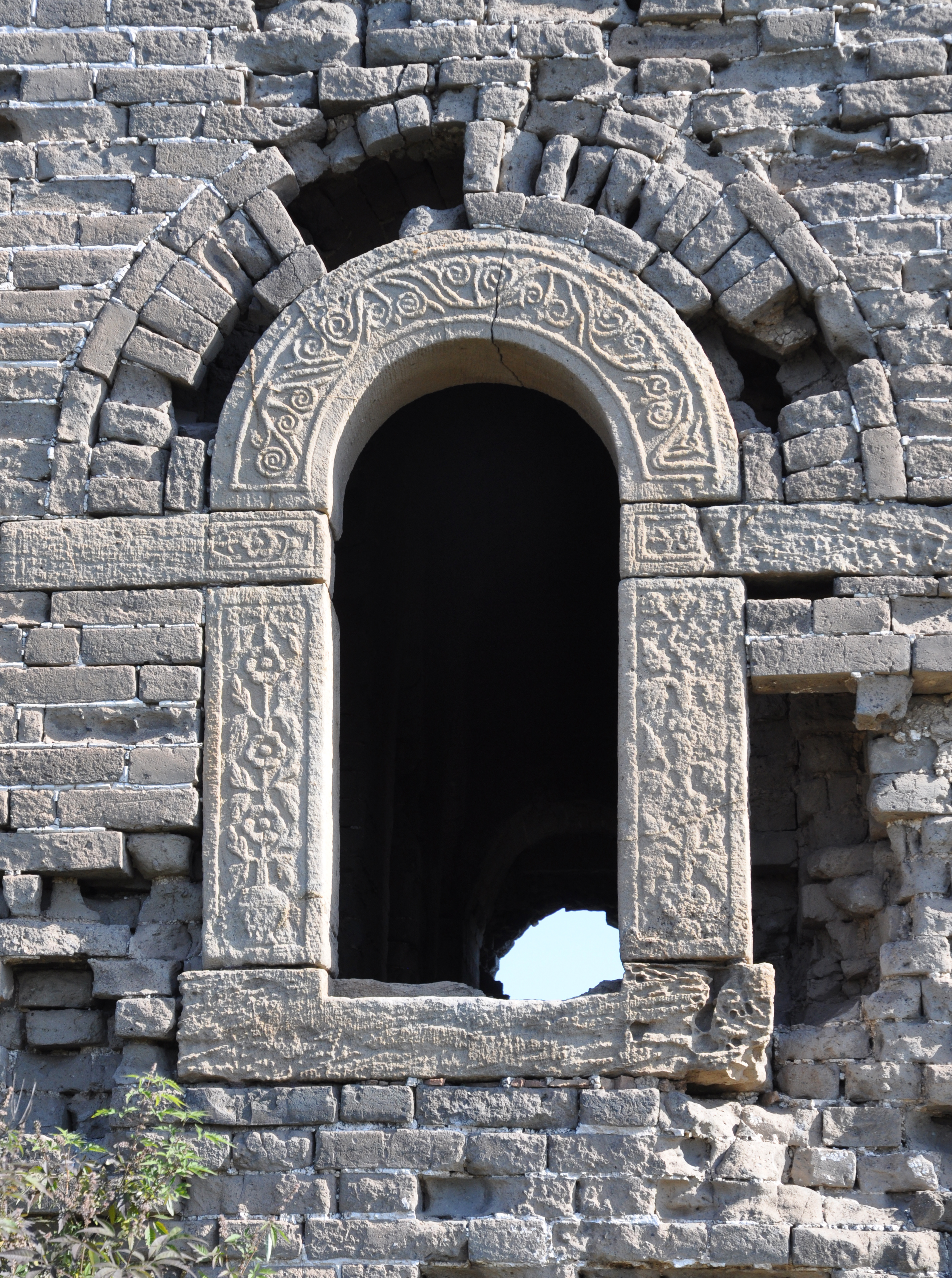
小河口长城的一处敌台券门

## 长城风貌
小河口长城是辽宁境内的明长城主干线，位于辽宁与河北的两省分界线，长约8.9公里，共有31座敌楼、18座战台、14座烽火台。长城主要用青砖修建、白灰勾缝，城墙虽然年代久远仍非常坚固。此外，小河口长城还建有敌台，敌台不但攻守兼备、可以贮备军用物资，其拱形券门条石上还刻有狮子绣球、木马兰花、祥云彩带一类精美的浮雕花纹图案，被部分人称为“女性长城”。

## 争议
2016年9月前后，当地网友称当局修缮该段长城时，使用水泥和砂浆直接覆盖了原长城的外部轮廓，引起网络舆论不满，被斥为“破坏文物”。中时电子报将之称为“荒谬保护”，也有部分网友将当局修复后的长城戏称为“路面”。事件舆论发酵后，辽宁省文化厅副厅长兼文物局局长丁辉则回应称为了保护抢修，修缮工作按照两年前的方案进行完全合理合法，且后经查实作为修复材料的为三合土，其质量也并无问题，不过“确实修得不好看”。但随后修复项目的负责人陈术石发表文章反驳这一说法，并表示刘福生所爆料的修复后长城与修复前拍摄地点并不一致，有误导之嫌，“颠倒黑白，指鹿为马”。更表示此人曾为发展旅游业，未经任何报批手续便将长城拆除后重建，对文物本体造成伤害。此外，陈术石认为该段长城还具有垮塌风险，加上近年游客激增进一步破坏长城，如不维修后果更加严重。他呼吁当局对当前该段长城“不好看”的境况加以改进，并对其修复造成的既有结果负责。